# Metabisulfito de potasio
El metabisulfito de potasio es una sal de potasio. Cuando se emplea en la industria alimentaria aparece bajo el código E 224. Se emplea con frecuencia en la industria enológica como conservante y fungicida.

## Propiedades
Se trata de un polvo de textura cristalina con un olor picante a sulfuro. Debe manipularse con cuidado ya que en contacto con los ojos y piel provoca irritación. La simple inhalación puede provocar edema pulmonar. Debe estar en un entorno alcalino, debe evitarse que entre en contacto con sustancias ácidas (y oxidantes) ya que libera anhídrido sulfuroso que es un gas tóxico e irritante. 

## Usos
Se emplea como conservante alimentario en diferentes sectores de la industria; uno de los más corrientes en la elaboración de vino, mostos y preparados cárnicos (hamburguesas y carnes picadas) donde se emplea por su función antioxidante y antiséptica en contra de las levaduras y bacterias no deseadas; de la misma forma facilita la solubilización de las sustancias fenólicas. Este aditivo añadido al vino proporciona dióxido de azufre a la vendimia como conservante, produciendo como efecto secundario un incremento de potasio en los vinos.